# Còmics ambulants
Còmics ambulants va ser pintat per Francisco de Goya el 1793 i es conserva al Museu del Prado de Madrid.
Durant una convalescència per una malaltia patida, Goya va realitzar entre 1792 i 1794 una sèrie de petites obres pintades sobre planxes de llauna, algunes de les quals presenten escenes taurines i d'altres sis amb diversos temes entre els quals es troba Còmics ambulants.

## Descripció
Aquesta planxa de llauna recull una representació d'una companyia d'actors de la Comèdia de l'art. Una cartel·la amb la inscripció «ALEG. MEN.» al peu de l'escenari relaciona l'escena amb l'al·legoria menandrea o sàtira clàssica.
En un alt escenari i envoltats d'un anònim públic, actuen Colombina, un Arlequí i un Pierrot de caracterització bufa que contemplen, juntament amb un pulcre aristòcrata d'opereta, un senyor Putxinel·li nan i beverri, mentre que uns nassos, (possiblement de  Pantaleó) apareixen entremig del cortinatge que serveix de teló de fons.